# Lucretia meggyalázása
A Lucretia meggyalázása (angolul The Rape of Lucretia) Benjamin Britten kétfelvonásos operája (op. 37). Szövegkönyvét Ronald Duncan írta André Obey Le viol de Lucréce című színműve alapján.  A mű az újonnan alakult English Opera Groupnak készült. Britten egyszerűen előadható művet akart írni, ezért a mű kevés díszletet igényel és tizenkét tagú zenekart (két hegedű, egy-egy brácsa, gordonka, nagybőgő, fagott, kürt, hárfa; egy játékos által megszólaltatva: fuvola–piccolo-altfuvola, oboa–angolkürt, klarinét–basszusklarinét, ütőhangszerek) alkalmaz, zongorával kiegészítve, amin a karmester játszik; a kórus egy-egy szoprán és tenor énekesből áll. Ősbemutatójára Ernest Ansermet vezényletével 1946. július 12-én került sor a glyndenbourne-i operaházban. A bemutató utáni kritikák hatására 1947-ben Britten kisebb változtatásokat hajtott végre a mű szövegén és zenéjén, ez a ma játszott formája.
Magyarországon még nem játszották.

## Szereplők
| Szereplő                      | Hangfekvés   |
| ----------------------------- | ------------ |
| Lucretia, Collatinus felesége | alt          |
| Collatinus, római hadvezér    | basszus      |
| Férfi kórus                   | tenor        |
| Női kórus                     | szoprán      |
| Junius, római hadvezér        | bariton      |
| Tarquinius, etruszk herceg    | bariton      |
| Bianca, Lucretia nevelőnője   | mezzoszoprán |
| Lucia, Lucretia szolgája      | szoprán      |

## Cselekménye
- Helyszín: Róma és környéke
- Idő: i. e. 500 körül

### Első felvonás
Egy Róma környéki katonai táborban Collatinus, Junius és Tarquinius ivászat közben a női hűtlenségről beszélgetnek, sorra véve asszonyaikat, ismerőseiket. Csak Collatinus feleségét, Lucretiát találják erényesnek. Tarquinius elhatározza, hogy meggyalázza őt. Lóra száll és Lucretia házához vágtat és éjszakai szállást kér. A házbéliek tisztességgel fogadják a herceget. Miközben az etruszkok megrohanják Rómát, Tarquinius a vendégszeretettel visszaélve betör Lucretia szobájába és megerőszakolja a tisztességes nőt.

### Második felvonás
Visszatérve házába, Collatinus értesül a történtekről és szeretetéről és tiszteletéről biztosítja asszonyát, de Lucretia nem bírja elviselni, hogy az esettel férje becsületén esett folt és öngyilkos lesz.
- English libretto (pdf)

- Hungarian libretto© (pdf) – Jánszky Lengyel Jenő fordítása

## Diszkográfia
- Catherine Pierard (Női kar), Patrizia Rozario (Lucia), Jean Rigby (Lucretia), Nigel Robson (Férfi kar), Donald Maxwell (Tarquinius), Alan Opie (Junius) stb., City of London Sinfonia, Ian Watson (zongora), vezényel: Richard Hickox (1993) Chandos 9254/5

## YouTube
- Aki asszonyszem örvényébe fullad (1), – YouTube.com, (magyar felirattal) Közzététel: 2020. nov. 30.

- Az erény a nőknél – nem más, mint az alkalom hiánya (2), – YouTube.com, (magyar felirattal) Közzététel: 2020. nov. 30.
- De van-e otthon, ha nincs asszony? (3), – YouTube.com, (magyar felirattal) Közzététel: 2020. nov. 30.
- Nagy kár, hogy a bűn annyi bájjal bír (4), – YouTube.com, (magyar felirattal) Közzététel: 2020. nov. 30.